# يقمر أزرق الرقبة
يقمر أزرق الرقبة (الاسم العلمي: Galbula cyanicollis)، هو نوع من الطيور يتبع جنس اليقمر ضمن فصيلة اليقمريات من رتبة نقاريات الشكل. تستوطن بيرو والبرازيل وبوليفيا.